# Far East Air Force
La Far East Air Force o FEAF fu il comando di aviazione dell'United States Army dislocato a protezione delle Filippine subito prima dello scoppio della seconda guerra mondiale.
Costituita nel novembre 1941 agli ordini del generale Lewis Brereton come parte delle United States Army Forces in the Far East, al FEAF sostenne gli scontri contro i giapponesi nel corso della campagna delle Filippine, venendo infine sciolta nel febbraio 1942 dopo la completa occupazione dell'arcipelago.